# Rico van den Dungen
Rico van den Dungen est un joueur international néerlandais de rink hockey. Il évolue, en 2015, au sein du SC Bison Calenberg.

## Palmarès
En 2015, il participe au championnat du monde de rink hockey en France.